# Amir Muchtary
Amir Muchtary (en hébreu : אמיר מוכתרי), né le 12 juin 1972, à Kfar Saba, en Israël, est un joueur israélien de basket-ball. Il évolue durant sa carrière au poste de pivot.